# Серхіо Батіста
Серхіо Данієль Батіста (ісп. Sergio Batista, нар. 9 листопада 1962, Буенос-Айрес, Аргентина) — аргентинський футболіст, що грав на позиції півзахисника. По завершенні ігрової кар'єри — тренер.
Триразовий чемпіон Аргентини. Володар Кубка Лібертадорес. Як гравець — чемпіон світу. як тренер — олімпійський чемпіон. 

## Клубна кар'єра
Вихованець футбольної школи клубу «Аргентінос Хуніорс». Дорослу футбольну кар'єру розпочав 1981 року в основній команді того ж клубу, в якій провів сім сезонів, взявши участь у 218 матчах чемпіонату. За цей час двічі виборював титул чемпіона Аргентини, ставав володарем Кубка Лібертадорес.
Згодом з 1988 по 1996 рік грав у складі команд клубів «Рівер Плейт», «Аргентінос Хуніорс», «Нуева Чикаго» та японського «Тосу Фьючерс». Протягом цих років додав до переліку своїх трофеїв ще один титул чемпіона Аргентини.
Завершив професійну ігрову кар'єру у клубі «Олл Бойз», за команду якого виступав протягом 1997—1999 років.

## Виступи за збірну
1985 року дебютував в офіційних матчах у складі національної збірної Аргентини. Протягом кар'єри у національній команді, яка тривала 6 років, провів у формі головної команди країни 39 матчів.
У складі збірної був учасником чемпіонату світу 1986 року у Мексиці, здобувши того року титул чемпіона світу, розіграшу Кубка Америки 1987 року в Аргентині, розіграшу Кубка Америки 1989 року у Бразилії, на якому команда здобула бронзові нагороди, чемпіонату світу 1990 року в Італії, де разом з командою здобув «срібло».

## Кар'єра тренера
Розпочав тренерську кар'єру 2000 року, очоливши тренерський штаб клубу «Белья Віста».
Надалі очолював команди клубів «Аргентінос Хуніорс», «Тальєрес», «Нуева Чикаго», «Годой-Крус» та «Шанхай Шеньхуа». Також тренував збірні Аргентини U-20, олімпійську збірну Аргентини, яку привів до золотих медалей на Олімпійських іграх 2008, а також національну збірну Аргентини, з якою брав участь у домашньому для аргентинців розіграші Кубка Америки 2011 року.
Протягом 2015—2016 років очолював тренерський штаб національної збірної Бахрейну.

## Титули і досягнення

### Як гравця
- Чемпіон Аргентини: 1984, 1985, 1989–90
- Володар Кубка Лібертадорес: 1985
- Чемпіон світу: 1986
- Віце-чемпіон світу: 1990
- Бронзовий призер Кубка Америки: 1989

### Як тренера
- Олімпійський чемпіон: 2008